# Menlo (Georgia)
Menlo è una città degli Stati Uniti d'America, situata in Georgia, nella Contea di Chattooga.